# Saint-Pierre-de-Bœuf
Saint-Pierre-de-Bœuf este o comună în departamentul Loire din sud-estul Franței. În 2009 avea o populație de 1.609 de locuitori.

## Evoluția populației
| An        | 1975  | 1982  | 1990  | 1999  | 2006  | 2009  |
| --------- | ----- | ----- | ----- | ----- | ----- | ----- |
| Populație | 1.114 | 1.051 | 1.174 | 1.306 | 1.532 | 1.609 |